# Grande Comore

Bandiera della Grande Comore

Grande Comore (conosciuta anche come Ngazidja o Ngasidja), situata nell'Oceano Indiano, al largo della costa orientale africana, è la più grande isola dell'arcipelago e dello Stato delle Comore. La popolazione dell'isola raggiunge all'incirca 345.000 unità.

## Struttura amministrativa
La città più importante dell'isola è Moroni, che assolve anche il ruolo di capitale dello Stato. In seguito a quanto stabilito con la costituzione del 2002, il governo federale delle Comore ha visto ridursi il proprio potere a causa di un forte decentramento e la Grande Comore, così come le altre isole, è attualmente governata da un presidente elettivo.

## Storia
Per molti secoli l'isola della Grande Comore rimase divisa in più di una dozzina di sultanati quali ad esempio, Bambao, Itsandra, Mitsamihuli, Bajini, Hambu, Washili, Hamahame, Mbude, Hamvu e LaDombe. Nel 1886 il sovrano di Bambao, Saidi Ali ibn Saidi Omar, riunì tutti i regni dell'isola nello Stato di Njazidja, che mantenne una certa autonomia per i vari sultanati. Nello stesso anno la Francia decretò il proprio protettorato sull'isola. Nel 1893 Saidi Ali fu esiliato. Nel 1911 la Francia procedette all'annessione e i sultanati vennero aboliti. Nel 1975 la Grande Comore venne federata con Anjouan e Mohéli per formare la nazione delle Comore.

### Storia recente
Nel 1997 le Comore vissero un periodo di forte instabilità in seguito alla secessione di Anjouan e Mohéli. La Grande Comore rimase l'unica isola sotto il controllo dello Stato. Dal 2002, comunque, la nuova Costituzione ha nuovamente raggruppato le tre isole.